# Pulgada piramidal
La pulgada piramidal es una unidad de medida que, según los piramidólogos, se usaba en la antigüedad. Supuestamente era la veinticincoava parte del "codo sagrado", es decir, 2,5426924 centímetros o 1,00106 pulgadas imperiales [cita requerida].

## Historia

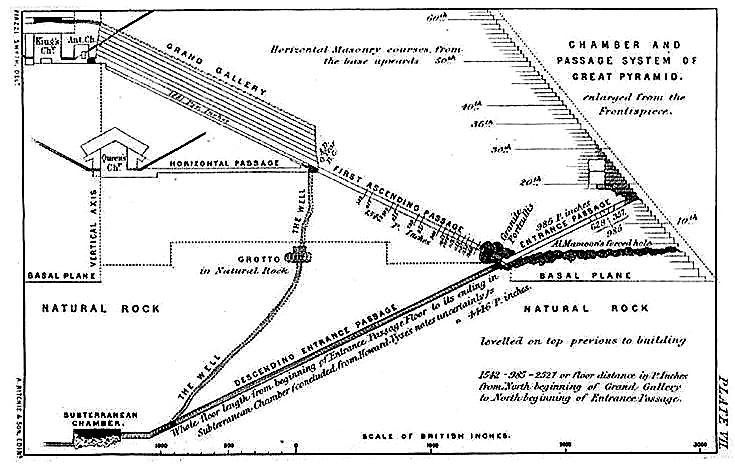
Diagrama de Charles Piazzi Smyth Our Inheritance in the Great Pyramid (1877) muestra sus mediciones en pulgadas piramidales

Se atribuye al profesor de astronomía de Oxford John Greaves (1602-1652], quien viajó a Egipto en 1638 para realizar mediciones de la Gran Pirámide de Guiza, la primera sugerencia de que los constructores de aquella utilizaron unidades de medida relacionadas con unidades modernas. Sus hallazgos se publicaron en su obra Pyramidographia y, bajo su nombre, en un tratado apócrifo. Más de un siglo después John Taylor (1781-1864) estudió las mediciones de Greaves y las realizadas por ingenieros franceses durante la expedición de Napoleón a Egipto. Taylor sostenía que las mediciones indicaban que los antiguos egipcios habían utilizado una unidad de medida aproximadamente una milésima mayor que la pulgada británica contemporánea. Ese fue el origen del término pulgada piramidal.
Taylor consideraba que la pulgada piramidal era la veinticincoava parte del codo sagrado, cuya existencia ya había sido postulada por Isaac Newton. El principal argumento era que la longitud total de los cuatro lados de la base de la pirámide serían 36524 (100 veces los días del año) si se midieran en pulgadas piramidales.
Taylor y sus seguidores, entre los que se encontraba el Astrónomo Real de Escocia, Charles Piazzi Smyth (1819-1900), hallaron numerosas coincidencias aparentes entre las mediciones de la Gran Piŕamide y la geometría de la Tierra y el sistema solar. Llegaron a la conclusión de que el sistema británico de medidas derivaba de un sistema mucho más antiguo, si no divino. Durante el siglo XIX y principios del XX esta teoría jugó un papel relevante en los debates sobre si Gran Bretaña y Estados Unidos debían o no adoptar el sistema métrico decimal.
La teoría de Taylor y Smyth tuvo eminentes defensores y detractores pero a finales del XIX ya había perdido casi todo el apoyo de la ciencia establecida. El mayor golpe a la teoría lo propinó Flinders Petrie (1853-1942), cuyo padre era un creyente de dicha teoría. Cuando Petrie fue a Egipto in 1880 para realizar nuevas mediciones, descubrió que la pirámide era varios pies más baja de lo que inicialmente se creía, incluyendo el sillar de coronamiento perdido. Esto socavó tanto la teoría que Petrie la rechazó, al escribir "no hay ningún ejemplo auténtico, que pueda superar escrutinio alguno, del uso o existencia de una medida tal que la "pulgada piramidal", o de un codo de 25,025 pulgadas británicas"
.
El valor de 1,00106 pulgadas británicas se calcula como la 1/500.000.000 parte del diámetro de la tierra en los polos.